# Então Foge
"Então Foge" é uma canção da dupla sertaneja brasileira Marcos & Belutti. A canção foi lançada como primeiro single do álbum Acústico Tão Feliz, no dia 1º de dezembro de 2014.

## Composição
A canção é composta por Gabriel Jr. e Douglas Cabral.

## Videoclipe
A canção ganhou um videoclipe oficial em 1º de dezembro de 2014, o clipe apresenta a dupla tocando e cantando a canção em um ambiente de estúdio.

## Lista de faixas
| Download digital |              |         |  |
| N.º              | Título       | Duração |  |
| 1.               | "Então Foge" | 3:17    |  |

## Desempenho nas tabelas musicais
| Tabela musical (2014)                     | Melhor posição |
| ----------------------------------------- | -------------- |
| Brasil - Billboard Brasil Hot 100 Airplay | 2              |